# Hinai Kiri
Hinai Kiri is een bestuurslaag in het regentschap Langkat van de provincie Noord-Sumatra, Indonesië. Hinai Kiri telt 4919 inwoners (volkstelling 2010).